# Lucerna (ciudad)
Lucerna (en alemán: Luzern [luˈtsɛrn]ⓘ, en francés: Lucerne [lysɛʁn], en italiano y romanche: Lucerna) es una ciudad y comuna suiza, capital del distrito y del cantón de Lucerna. Centro económico, cultural y social de la región de la Suiza central, séptima ciudad de Suiza. La ciudad es el centro de una aglomeración de unas 200.000 personas.
La ciudad se levanta a orillas del lago de los Cuatro Cantones (Vierwaldstättersee) y cerca de los montes Pilatus y Rigi de los Alpes suizos. Lucerna es considerada la ciudad más turística de Suiza, el puente de la Capilla (Kapellbrücke) constituye la atracción más visitada por los turistas.

## Historia
Tras la caída del Imperio Romano a principios del siglo VI, los pueblos alamanes incrementaron su influencia en el territorio de la actual Suiza. Alrededor del 750 fue fundado el monasterio benedictino de San Leodegario, que fue adquirido a mediados del siglo IX por la abadía de Murbach en Alsacia. El nombre latino "Luciaria" aparece por primera vez en los registros históricos en el año 840.
En 1178 Lucerna adquiere su independencia de la jurisdicción de la abadía de Murbach, y la fundación de la ciudad data seguramente del mismo año. La ciudad comenzó a adquirir importancia tras la apertura de la ruta comercial del Gotardo. En 1290 Lucerna era una ciudad de talla importante y autosuficiente con aproximadamente 3000 habitantes. En esta misma época, el rey Rodolfo I de Habsburgo obtuvo la autoridad sobre el monasterio de San Leodegario y sus posesiones, incluida Lucerna. La población de la ciudad no apreció la creciente influencia de los Habsburgo, por lo que logró aliarse con pueblos vecinos para buscar la independencia de los Habsburgo. Junto con los tres cantones primitivos Uri, Schwyz y Unterwalden, Lucerna firmó una alianza el 7 de noviembre de 1332 con la que se dio forma a la Confederación (Eidgenossenschaft). Más tarde las ciudades de Zúrich, Berna y Zug se unirían a la alianza. Con la ayuda de los últimos aliados la soberanía de los Habsburgo en la zona llegó a su fin. La victoria de Lucerna y los confederados contra los Habsburgo en la batalla de Sempach en 1386 significó para la ciudad una era de expansión que coincide en gran parte con el territorio actual del cantón.
En 1415 Lucerna obtuvo el Reichsfreiheit de manos del emperador Segismundo del Sacro Imperio Romano Germánico y logró convertirse en uno de los miembros fuertes de la Confederación suiza. La ciudad desarrolló sus infraestructuras, creó impuestos y formó sus propios oficiales. En 1419 la ciudad fue la primera en llevar a cabo un juicio por brujería contra un hombre.
Entre las diferentes ciudades crecientes de la Confederación, Lucerna era especialmente popular entre los inmigrantes. Cuando la Confederación fue disuelta tras la reforma protestante después de 1520, muchas ciudades se volvieron protestantes, pero Lucerna siguió siendo católica. Tras la victoria de los Católicos sobre los protestantes en la batalla de Kappel en 1531, los cantones católicos dominaron la Confederación. Sin embargo, en 1712 las ciudades protestantes ganaron la Segunda Guerra de Villmergen que les devolvió su poder.
En 1798 el ejército francés invade Suiza. La antigua Confederación Suiza colapsa y el gobierno se vuelve democrático. En 1847 Lucerna participa en la guerra del Sonderbund en la que se oponen algunos cantones católicos conservadores contra otros protestantes y liberales. Lucerna participa de lado de la liga católica. La guerra es ganada por los liberales, que imponen una república federal. En 1848, Lucerna es una de las tres ciudades candidatas para convertirse en la capital de la nueva federación suiza, pero su participación en la guerra del Sonderbund mengua sus posibilidades de ser elegida capital de Suiza.
En 2010 el territorio de la antigua comuna de Littau fue anexado a la ciudad de Lucerna tras haber sido aceptada la fusión por parte del cuerpo electoral de las dos comunas.

## Geografía
Lucerna se encuentra ubicada en la ribera superior del lago de los Cuatro Cantones, el cual desagua en el río Reuss que divide la ciudad en dos partes, la parte nueva y la antigua. La ciudad limita al norte con las comunas de Emmen y Ebikon, al este con Adligenswil y Meggen, al sur con Horw y Kriens, al oeste con Malters y al noroeste con Neuenkirch.
Gracias al enclave en el cantón de Nidwalden, limita también con las comunas de Ennetbürgen y Stansstad en el cantón de Nidwalden, y Weggis en el cantón de Lucerna. Del territorio histórico de la ciudad (antes de la fusión con Littau), la comuna tenía una extensión de 24.15 km², de los cuales 60,4% era zona urbana, 11,6% agrícola, 25,8% de bosques y 2,2% de área improductiva.

### Clima
Lucerna tiene un clima oceánico (según la clasificación climática de Köppen Cfb)ː entre los años 1991 y 2020 Lucerna tuvo un promedio de 132,8 días de lluvia al año y en promedio recibió 1.291 mm de precipitación. El mes más lluvioso fue agosto, período durante el cual Lucerna recibió un promedio de 170 mm de lluvia. Durante en ese mes hubo precipitaciones por un promedio de 12,7 días. El mes más seco del año fue en enero con un promedio de 56 mm de precipitación durante 9,7 días. El clima en esta área tiene diferencias suaves entre altos y bajos, y hay precipitaciones adecuadas durante todo el año.
| Parámetros climáticos promedio de Lucerna (normales 1991–2020) | Parámetros climáticos promedio de Lucerna (normales 1991–2020) | Parámetros climáticos promedio de Lucerna (normales 1991–2020) | Parámetros climáticos promedio de Lucerna (normales 1991–2020) | Parámetros climáticos promedio de Lucerna (normales 1991–2020) | Parámetros climáticos promedio de Lucerna (normales 1991–2020) | Parámetros climáticos promedio de Lucerna (normales 1991–2020) | Parámetros climáticos promedio de Lucerna (normales 1991–2020) | Parámetros climáticos promedio de Lucerna (normales 1991–2020) | Parámetros climáticos promedio de Lucerna (normales 1991–2020) | Parámetros climáticos promedio de Lucerna (normales 1991–2020) | Parámetros climáticos promedio de Lucerna (normales 1991–2020) | Parámetros climáticos promedio de Lucerna (normales 1991–2020) | Parámetros climáticos promedio de Lucerna (normales 1991–2020) |
| Mes                                                            | Ene.                                                           | Feb.                                                           | Mar.                                                           | Abr.                                                           | May.                                                           | Jun.                                                           | Jul.                                                           | Ago.                                                           | Sep.                                                           | Oct.                                                           | Nov.                                                           | Dic.                                                           | Anual                                                          |
| -------------------------------------------------------------- | -------------------------------------------------------------- | -------------------------------------------------------------- | -------------------------------------------------------------- | -------------------------------------------------------------- | -------------------------------------------------------------- | -------------------------------------------------------------- | -------------------------------------------------------------- | -------------------------------------------------------------- | -------------------------------------------------------------- | -------------------------------------------------------------- | -------------------------------------------------------------- | -------------------------------------------------------------- | -------------------------------------------------------------- |
| Temp. máx. media (°C)                                          | 4.0                                                            | 5.8                                                            | 10.9                                                           | 15.3                                                           | 19.4                                                           | 22.9                                                           | 24.9                                                           | 24.3                                                           | 19.6                                                           | 14.3                                                           | 8.2                                                            | 4.5                                                            | 14.5                                                           |
| Temp. media (°C)                                               | 1.1                                                            | 1.9                                                            | 6.0                                                            | 9.9                                                            | 14.1                                                           | 17.6                                                           | 19.5                                                           | 18.9                                                           | 14.8                                                           | 10.3                                                           | 5.1                                                            | 1.9                                                            | 10.1                                                           |
| Temp. mín. media (°C)                                          | -1.6                                                           | -1.7                                                           | 1.5                                                            | 4.8                                                            | 9.1                                                            | 12.8                                                           | 14.6                                                           | 14.4                                                           | 10.8                                                           | 6.9                                                            | 2.2                                                            | -0.8                                                           | 6.1                                                            |
| Precipitación total (mm)                                       | 56                                                             | 61                                                             | 75                                                             | 96                                                             | 149                                                            | 164                                                            | 166                                                            | 170                                                            | 109                                                            | 88                                                             | 78                                                             | 78                                                             | 1291                                                           |
| Nevadas (cm)                                                   | 11                                                             | 14                                                             | 4                                                              | 1                                                              | 0                                                              | 0                                                              | 0                                                              | 0                                                              | 0                                                              | 0                                                              | 3                                                              | 13                                                             | 46                                                             |
| Días de precipitaciones (≥ 1.0 mm)                             | 9.7                                                            | 8.7                                                            | 11.0                                                           | 11.2                                                           | 13.1                                                           | 13.5                                                           | 12.7                                                           | 12.7                                                           | 10.2                                                           | 10.0                                                           | 9.5                                                            | 10.5                                                           | 132.8                                                          |
| Días de nevadas (≥ 1.0 cm)                                     | 2.8                                                            | 3.0                                                            | 1.1                                                            | 0.5                                                            | 0.0                                                            | 0.0                                                            | 0.0                                                            | 0.0                                                            | 0.0                                                            | 0.0                                                            | 0.8                                                            | 2.7                                                            | 10.9                                                           |
| Horas de sol                                                   | 51                                                             | 80                                                             | 133                                                            | 162                                                            | 173                                                            | 187                                                            | 209                                                            | 198                                                            | 149                                                            | 99                                                             | 53                                                             | 39                                                             | 1530                                                           |
| Humedad relativa (%)                                           | 83                                                             | 78                                                             | 72                                                             | 68                                                             | 71                                                             | 72                                                             | 71                                                             | 75                                                             | 80                                                             | 84                                                             | 85                                                             | 85                                                             | 77                                                             |
| Fuente: MeteoSwiss                                             |                                                                |                                                                |                                                                |                                                                |                                                                |                                                                |                                                                |                                                                |                                                                |                                                                |                                                                |                                                                |                                                                |

## Educación
En el año 2000 se fundó la Universidad de Lucerna, la más reciente de las diez universidades públicas de Suiza. La universidad cuenta con tres facultades: teología, cultura y ciencias sociales, y derecho. La ciudad también es sede de la Escuela Superior de Lucerna, y es junto a Zug y Schwyz una de las tres sedes de la Escuela Pedagógica de Suiza central (PHZ).

## Cultura
La ciudad cuenta con una oferta cultural variada que hacen de ella el centro cultural de la región de Suiza central. En ella se celebra el Carnaval de Lucerna, el segundo carnaval más grande de Suiza tras el de Basilea. y el primero entre las ciudades de tradición católica. Además se celebra el festival de la Rose d'Or que premia los programas de televisión. También se llevan a cabo algunos festivales de música entre los que se encuentran el Festival de Lucerna el festival de la música clásica de verano más importante de la Europa central.
Lucerna cuenta además con varios museos, el más conocido es el Museo Suizo de Transporte. Otros museos son: Museo de Arte de Lucerna (Kunstmuseum Luzern), el Gletschergarten Luzern (Jardín Glaciar de Lucerna), Museo de historia natural de Lucerna, entre otros.

## Transportes
Ferrocarril
Cuenta con una estación de ferrocarril en la que paran trenes de larga distancia, regionales y S-Bahn. En la ciudad también existen apeaderos en los que tienen parada los trenes de cercanías de la red S-Bahn Lucerna.

## Monumentos y lugares de interés

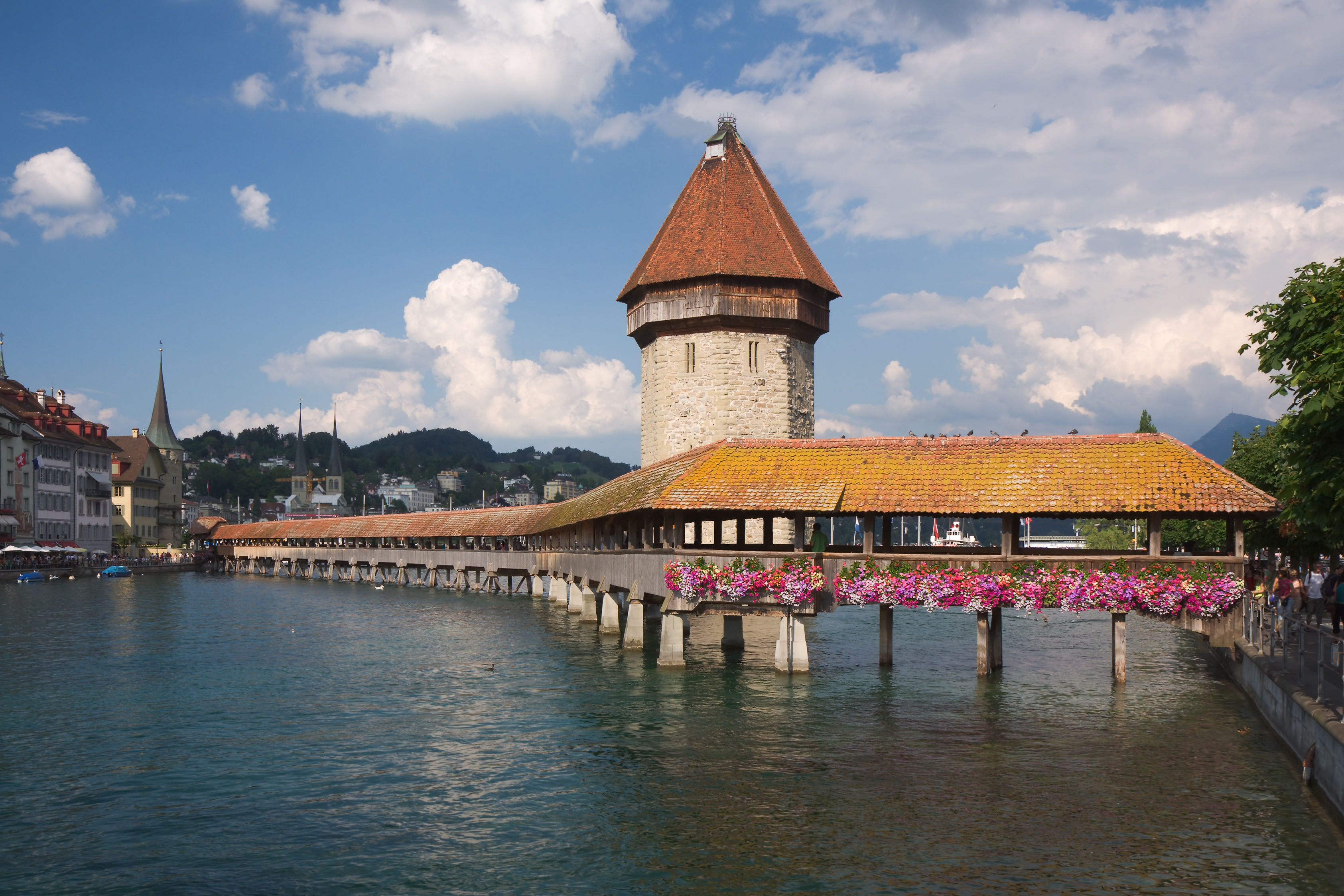
Vista del puente de la Capilla de Lucerna.

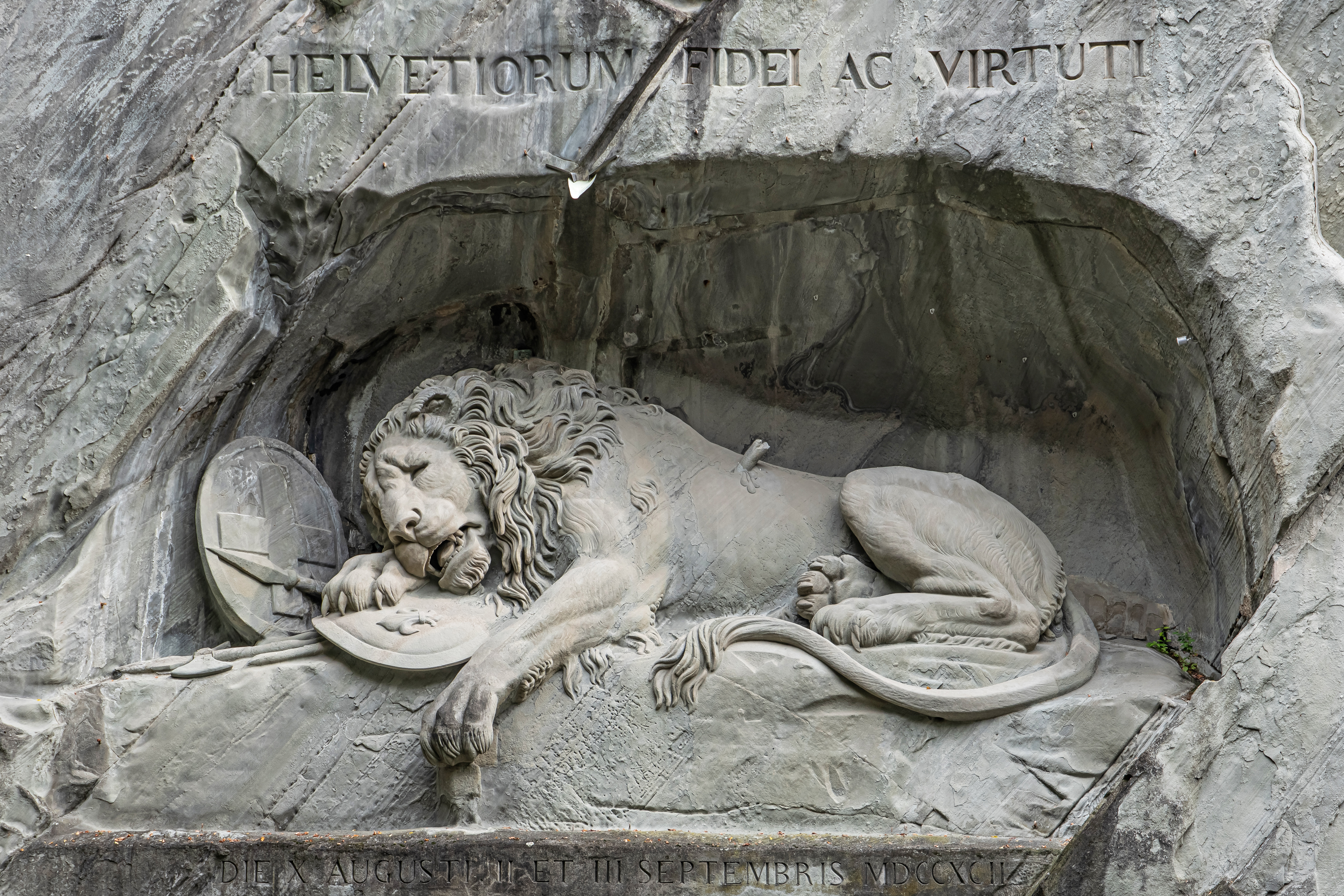
Monumento al león de Lucerna.

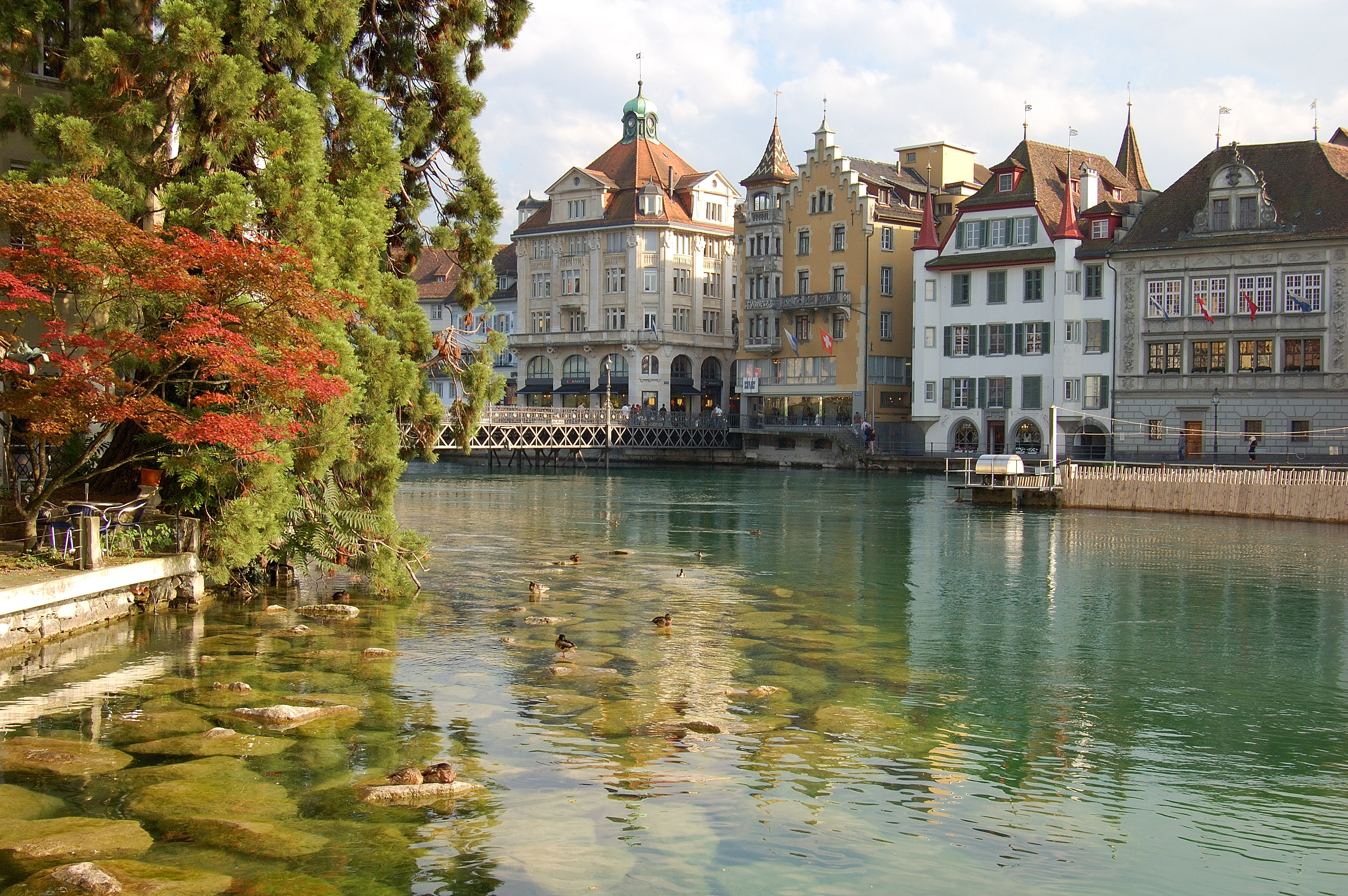
Casco histórico de Lucerna.

- El puente de la Capilla (Kapellbrücke) es el puente de madera más viejo de Europa y el segundo más largo con 204,70 metros. Fue construido en el año 1365 y conecta la ciudad vieja con la ciudad nueva, cruzando el río Reuss. El puente era más largo, pero sufrió un incendio que lo dañó gravemente. En 1835 esta parte dañada, de aproximadamente 75 metros, fue eliminada del puente. Esto fue posible gracias al relleno que se hizo de la orilla del río. En el techo del puente se hallan 111 espacios que contienen pinturas que muestran parte de la historia de Lucerna. En 1993 un incendio destruyó una gran parte del mismo, siendo reconstruido en 1994. En el centro del puente de la Capilla se halla la torre del Agua (Wasserturm), uno de los símbolos de la ciudad. Se trata de una torre octogonal de piedra de unos treinta metros de altura, de final de la Edad Media, que tenía una finalidad defensiva, pero que ha sido también prisión y hasta sala de tortura. Dicen que esta obra, construida hacia el año 1300, es el monumento más fotografiado de Suiza.
- Río abajo se halla el puente Spreuer (el puente del Salvado) que también atraviesa el río Reuss. Construido en 1408, alberga una serie de pinturas del siglo XVII realizadas por Kaspar Meglinger donde se observan escenas de la danza de la muerte. El puente tiene una pequeña capilla en el centro que fue añadida en 1568.
- El monumento al león de Lucerna (Löwendenkmal), llamado también el León moribundo de Lucerna o León herido de Lucerna, es una escultura diseñada entre 1819 y 1821 por el escultor danés Bertel Thorvaldsen sobre una pared de roca de la ciudad de Lucerna en Suiza para conmemorar la muerte en 1792 de unos 700 mercenarios de la Guardia Suiza durante la Revolución francesa cuando defendían el asalto de los revolucionarios al Palacio de las Tullerías en París, Francia.
- La Hofkirche es una iglesia construida entre los años 1633 y 1639 sobre los cimientos de una antigua basílica de estilo románico. Es una de las pocas iglesias que fueron construidas durante la guerra de los Treinta Años y una de las más valiosas iglesias del renacimiento alemán.
- El Antiguo Ayuntamiento (Altes Rathaus) se halla a orillas del río Reuss y tiene un aire poderoso, renacentista, reforzado por la torre cuadrada. El edificio fue construido en el siglo XVI y se basa en los patrones del estilo florentino. En lo alto de la torre se encuentran dos relojes, uno en la parte alta del edificio y otro en la cúpula.
- La muralla de la ciudad (Mussegmauer) recorre todo el caso histórico de Lucerna y aún se conservan las nueve torres de defensa. Se pueden recorrer tramos por encima de la muralla y visitar el interior de algunas de la torres, desde las que se obtienen unas magníficas vistas de la ciudad.

## Deporte
El FC Luzern es el equipo de fútbol de la ciudad, juega en la Super Liga Suiza y ha ganado el campeonato una sola vez, en la temporada 88-89.

## Ciudades hermanadas
Lucerna mantiene un hermanamiento de ciudades con:
- Guebwiller, Gran Este, Francia (desde 1978).[3]
- Bournemouth, Inglaterra, Reino Unido (desde 1981).[3]
- Olomouc, Moravia, República Checa (desde 1992).[3]
- Chicago, Illinois, Estados Unidos de América (desde 1998).[3]
- Potsdam, Brandeburgo, Alemania (desde 2002).[3]

## Personalidades
- Guido Bachmann, escritor y actor
- Peter Bichsel, escritor
- Werner J. Egli, escritor
- Edith Mathis, soprano
- Urs Buhler, tenor
- Rolf Dobelli, escritor y empresario
- Claudio Castagnoli, luchador profesional
- Milo Moiré, artista de performance.